# Le Secret de Zonga
Le Secret de Zonga est une pièce de théâtre créée et mise en scène par Martin Lamotte en 1977 à La Veuve Pichard.

## Distribution
La pièce est interprétée par des comédiens de la Troupe de la Veuve Pichard : Roland Giraud; Maaike Jansen; Dominique Lanvin; R. Sechan; Guy Coudray; G. Boljiardino; Martin Lamotte et Gérard Lanvin.
La musique est de Didier Vasseur.
Le chanteur Renaud joue plusieurs soirs dans la pièce.

## Décors
Les décors sont construits sur place par les comédiens de la troupe.